# Boulevard Morland
Boulevard Morland je bulvár v Paříži. Nachází se ve 4. obvodu.

## Poloha
Ulice vede od křižovatky s Boulevardem Bourdon a končí u Boulevardu Henri-IV. Ulice je orientována podél Seiny od východu na západ. Směrem na západ pokračuje nábřeží Quai des Célestins a na jihu na ni navazuje most Morland, který odděluje Seinu od Bassin de l'Arsenal.

## Historie
Ulice byla původně nábřežím podél říčního ramene, které oddělovalo ostrov Louviers od pravého břehu. Když bylo rameno zasypáno a ostrov připojen ke břehu, bylo nábřeží přeměněno na bulvár.

## Název
Bulvár nese jméno francouzského plukovníka Françoise Louise de Morlan, řečeného Morland (1771-1805), který zahynul v bitvě u Slavkova.